# 賈利爾·卡森斯
賈利爾·卡森斯（英語：Jaleel Cousins，1993年12月1日—）為美國男子籃球運動員，哥哥為德马库斯·考辛斯，賈利爾大學最初就讀於納瓦羅學院，2016年畢業於南佛罗里达大学，並投入NBA选秀但落選，之後接連效力過NBA發展聯盟德克薩斯傳奇與雷諾大角羊，2017年第四季加盟東南亞職業籃球聯賽臺灣新軍球隊寶島夢想家，但在年底聖誕節前夕被雷吉·奧克薩頂替，留下14.8分、12.4籃板的表現。

## 外部連結
- 賈利爾·卡森斯在NBA G聯盟（英语）
- 賈利爾·卡森斯在Basketball-Reference.com（NBA）（英语）
- 賈利爾·卡森斯在Sports-Reference.com（NCAA）（英语）
- 賈利爾·卡森斯在Eurobasket.com（球員）（英语）
- 賈利爾·卡森斯在RealGM（英语）
- 賈利爾·卡森斯在Proballers（英语）